# José Ignacio Castillo
José Ignacio Castillo (* 4. November 1975 in Buenos Aires) ist ein argentinischer ehemaliger Fußballspieler, der in der Position des Stürmers spielte. Er ist gebürtiger Argentinier, besitzt jedoch auch die italienische Staatsbürgerschaft.

## Karriere
Castillo begann seine Karriere in Argentinien. Dort wurde er vom italienischen Verein F.B. Brindisi entdeckt und später im Jahre 2001 verpflichtet. In Italien spielte er bis 2006 in der Serie C, als er dann zum ersten Mal einen Profi-Vertrag beim Serie B-Verein Frosinone Calcio erhielt. Seinen Durchbruch schaffte er jedoch in Pisa, als er in der Saison 2007/2008 21 Tore schoss.
Im August 2008 wurde er von US Lecce für 1,5 Millionen Euro verpflichtet. Im Sommer 2009 wechselte er für 900.000 Euro zum AC Florenz. Nach nur sieben Einsätzen und einem geschossenen Tor wechselte er im Januar 2010 zum AS Bari. Castillo unterschrieb einen Zweijahresvertrag bei den Apuliern. Dieser wurde im Sommer 2012 nicht verlängert.